# Enrique de Lucas
Enrique de Lucas Martínez (* 21. Februar 1979 in L’Hospitalet de Llobregat) ist ein spanischer Fußballspieler.

## Spielerkarriere

### Espanyol und Ausland
Enrique de Lucas begann seine Karriere als Fußballer bei Espanyol Barcelona. Wie viele andere ist auch er aus der hervorragenden Jugendarbeit der Katalanen hervorgegangen. Nach zwei Spielzeiten bei Espanyol B spielte de Lucas von 1998 bis 2002 in Espanyols erster Mannschaft. Im Jahr 2000 gewann de Lucas mit Espanyol die Copa del Rey nach einem 2:1-Finalsieg über das favorisierte Atlético Madrid. Während seiner Zeit bei Espanyol war de Lucas auch an den französischen Erstligisten Paris Saint-Germain ausgeliehen. Er kam jedoch in der Ligue 1 nur viermal zum Einsatz. Durch seine konstant guten Leistungen konnte sich Enrique de Lucas für das englische Topteam FC Chelsea empfehlen, für das er 2002/03 spielte.

### Rückkehr nach Spanien
Im Sommer 2003 entschied sich de Lucas für eine Rückkehr nach Spanien. Vom Vierten in der Premier League ging es für ihn zum spanischen Zweitligisten Deportivo Alavés, welches im Vorjahr abgestiegen war. In der ersten Spielzeit (2003/04) erreichte der Katalane mit seiner Mannschaft den vierten Platz und scheiterte nur sehr knapp am Aufstieg. Im Jahr später hatte Alavés als Dritter mehr Glück. In der Saison 2005/06 stieg Deportivo Alavés in einem Fernduell mit Espanyol Barcelona in die Segunda División ab. Das rettende Tor gelang Espanyol erst in der Nachspielzeit des letzten Spieltags. In all den Jahren bei Alavés kam de Lucas regelmäßig zum Einsatz.

### Die letzten Jahre
De Lucas hielt seinem Verein die Treue und ging mit Alavés in die 2. Liga. Am Saisonende standen gerade einmal drei Punkte zwischen dem Absturz in die Segunda División B und dem Klassenerhalt. Im Sommer 2007 ergriff de Lucas die Möglichkeit und wechselte zum Erstliga-Aufsteiger Real Murcia. Dort konnte er seine Qualitäten zeigen und sich erneut einen Platz in der ersten Elf erobern. Am Ende der Saison 2007/08 stand jedoch der Abstieg in die Segunda División. Nach einem weiteren Jahr in Murcia schloss er sich im Sommer 2009 dem Zweitligakonkurrenten FC Cartagena an.

## Erfolge
- 2000 – Copa del Rey mit Espanyol Barcelona
- 2004/05 – Aufstieg in Primera División mit Deportivo Alavés
- 2011/12 – Aufstieg in Primera División mit Celta Vigo